# Teurgija
Teurgija (grč. θεουργία, božansko djelovanje) je oblik božanske magije kojom obraća i zaziva pomoć nebeskih božanstava i nadnaravnih duhova. Od kasne antike bijelu se magiju naziva teurgija, a crnu nigromantija. U teurgiji čarobnjak traži pomoć putem zazivanja anđela ili dobrih duhova.

## Poveznice
- Crna magija